# Rivière Croche
Der Rivière Croche ist ein linker Nebenfluss des Rivière Saint-Maurice in der Verwaltungsregion Mauricie der kanadischen Provinz Québec.

## Flusslauf
Der Rivière Croche hat seinen Ursprung im See Lac du Caribou auf etwa 400 m Höhe. Er durchfließt die Laurentinischen Berge in südlicher Richtung. Im Unterlauf entwickelt der Fluss zahlreiche enge Flussschlingen. Der Rivière Croche mündet 5 km nördlich von La Tuque in den Saint-Maurice. Der Fluss hat eine Länge von etwa 150 km.